# Зайцев Олександр Миколайович
Олександр Миколайович Зайцев (15 червня 1935, Владивосток — 31 жовтня 1971, поблизу Владивостока) — радянський шахіст, гросмейстер (1967).

## Життєпис
|   | a | b | c | d | e | f | g | h |   |
| 8 | f8 чорна тура · g7 чорний ферзь · h7 чорний король · f6 чорна тура · h6 чорний пішак · f5 чорний слон · h5 білий пішак · a4 білий пішак · b4 білий пішак · d4 білий ферзь · f4 біла тура · h4 біла тура · f2 білий король · g2 білий пішак | f8 чорна тура · g7 чорний ферзь · h7 чорний король · f6 чорна тура · h6 чорний пішак · f5 чорний слон · h5 білий пішак · a4 білий пішак · b4 білий пішак · d4 білий ферзь · f4 біла тура · h4 біла тура · f2 білий король · g2 білий пішак | f8 чорна тура · g7 чорний ферзь · h7 чорний король · f6 чорна тура · h6 чорний пішак · f5 чорний слон · h5 білий пішак · a4 білий пішак · b4 білий пішак · d4 білий ферзь · f4 біла тура · h4 біла тура · f2 білий король · g2 білий пішак | f8 чорна тура · g7 чорний ферзь · h7 чорний король · f6 чорна тура · h6 чорний пішак · f5 чорний слон · h5 білий пішак · a4 білий пішак · b4 білий пішак · d4 білий ферзь · f4 біла тура · h4 біла тура · f2 білий король · g2 білий пішак | f8 чорна тура · g7 чорний ферзь · h7 чорний король · f6 чорна тура · h6 чорний пішак · f5 чорний слон · h5 білий пішак · a4 білий пішак · b4 білий пішак · d4 білий ферзь · f4 біла тура · h4 біла тура · f2 білий король · g2 білий пішак | f8 чорна тура · g7 чорний ферзь · h7 чорний король · f6 чорна тура · h6 чорний пішак · f5 чорний слон · h5 білий пішак · a4 білий пішак · b4 білий пішак · d4 білий ферзь · f4 біла тура · h4 біла тура · f2 білий король · g2 білий пішак | f8 чорна тура · g7 чорний ферзь · h7 чорний король · f6 чорна тура · h6 чорний пішак · f5 чорний слон · h5 білий пішак · a4 білий пішак · b4 білий пішак · d4 білий ферзь · f4 біла тура · h4 біла тура · f2 білий король · g2 білий пішак | f8 чорна тура · g7 чорний ферзь · h7 чорний король · f6 чорна тура · h6 чорний пішак · f5 чорний слон · h5 білий пішак · a4 білий пішак · b4 білий пішак · d4 білий ферзь · f4 біла тура · h4 біла тура · f2 білий король · g2 білий пішак | 8 |
| 7 | f8 чорна тура · g7 чорний ферзь · h7 чорний король · f6 чорна тура · h6 чорний пішак · f5 чорний слон · h5 білий пішак · a4 білий пішак · b4 білий пішак · d4 білий ферзь · f4 біла тура · h4 біла тура · f2 білий король · g2 білий пішак | f8 чорна тура · g7 чорний ферзь · h7 чорний король · f6 чорна тура · h6 чорний пішак · f5 чорний слон · h5 білий пішак · a4 білий пішак · b4 білий пішак · d4 білий ферзь · f4 біла тура · h4 біла тура · f2 білий король · g2 білий пішак | f8 чорна тура · g7 чорний ферзь · h7 чорний король · f6 чорна тура · h6 чорний пішак · f5 чорний слон · h5 білий пішак · a4 білий пішак · b4 білий пішак · d4 білий ферзь · f4 біла тура · h4 біла тура · f2 білий король · g2 білий пішак | f8 чорна тура · g7 чорний ферзь · h7 чорний король · f6 чорна тура · h6 чорний пішак · f5 чорний слон · h5 білий пішак · a4 білий пішак · b4 білий пішак · d4 білий ферзь · f4 біла тура · h4 біла тура · f2 білий король · g2 білий пішак | f8 чорна тура · g7 чорний ферзь · h7 чорний король · f6 чорна тура · h6 чорний пішак · f5 чорний слон · h5 білий пішак · a4 білий пішак · b4 білий пішак · d4 білий ферзь · f4 біла тура · h4 біла тура · f2 білий король · g2 білий пішак | f8 чорна тура · g7 чорний ферзь · h7 чорний король · f6 чорна тура · h6 чорний пішак · f5 чорний слон · h5 білий пішак · a4 білий пішак · b4 білий пішак · d4 білий ферзь · f4 біла тура · h4 біла тура · f2 білий король · g2 білий пішак | f8 чорна тура · g7 чорний ферзь · h7 чорний король · f6 чорна тура · h6 чорний пішак · f5 чорний слон · h5 білий пішак · a4 білий пішак · b4 білий пішак · d4 білий ферзь · f4 біла тура · h4 біла тура · f2 білий король · g2 білий пішак | f8 чорна тура · g7 чорний ферзь · h7 чорний король · f6 чорна тура · h6 чорний пішак · f5 чорний слон · h5 білий пішак · a4 білий пішак · b4 білий пішак · d4 білий ферзь · f4 біла тура · h4 біла тура · f2 білий король · g2 білий пішак | 7 |
| 6 | f8 чорна тура · g7 чорний ферзь · h7 чорний король · f6 чорна тура · h6 чорний пішак · f5 чорний слон · h5 білий пішак · a4 білий пішак · b4 білий пішак · d4 білий ферзь · f4 біла тура · h4 біла тура · f2 білий король · g2 білий пішак | f8 чорна тура · g7 чорний ферзь · h7 чорний король · f6 чорна тура · h6 чорний пішак · f5 чорний слон · h5 білий пішак · a4 білий пішак · b4 білий пішак · d4 білий ферзь · f4 біла тура · h4 біла тура · f2 білий король · g2 білий пішак | f8 чорна тура · g7 чорний ферзь · h7 чорний король · f6 чорна тура · h6 чорний пішак · f5 чорний слон · h5 білий пішак · a4 білий пішак · b4 білий пішак · d4 білий ферзь · f4 біла тура · h4 біла тура · f2 білий король · g2 білий пішак | f8 чорна тура · g7 чорний ферзь · h7 чорний король · f6 чорна тура · h6 чорний пішак · f5 чорний слон · h5 білий пішак · a4 білий пішак · b4 білий пішак · d4 білий ферзь · f4 біла тура · h4 біла тура · f2 білий король · g2 білий пішак | f8 чорна тура · g7 чорний ферзь · h7 чорний король · f6 чорна тура · h6 чорний пішак · f5 чорний слон · h5 білий пішак · a4 білий пішак · b4 білий пішак · d4 білий ферзь · f4 біла тура · h4 біла тура · f2 білий король · g2 білий пішак | f8 чорна тура · g7 чорний ферзь · h7 чорний король · f6 чорна тура · h6 чорний пішак · f5 чорний слон · h5 білий пішак · a4 білий пішак · b4 білий пішак · d4 білий ферзь · f4 біла тура · h4 біла тура · f2 білий король · g2 білий пішак | f8 чорна тура · g7 чорний ферзь · h7 чорний король · f6 чорна тура · h6 чорний пішак · f5 чорний слон · h5 білий пішак · a4 білий пішак · b4 білий пішак · d4 білий ферзь · f4 біла тура · h4 біла тура · f2 білий король · g2 білий пішак | f8 чорна тура · g7 чорний ферзь · h7 чорний король · f6 чорна тура · h6 чорний пішак · f5 чорний слон · h5 білий пішак · a4 білий пішак · b4 білий пішак · d4 білий ферзь · f4 біла тура · h4 біла тура · f2 білий король · g2 білий пішак | 6 |
| 5 | f8 чорна тура · g7 чорний ферзь · h7 чорний король · f6 чорна тура · h6 чорний пішак · f5 чорний слон · h5 білий пішак · a4 білий пішак · b4 білий пішак · d4 білий ферзь · f4 біла тура · h4 біла тура · f2 білий король · g2 білий пішак | f8 чорна тура · g7 чорний ферзь · h7 чорний король · f6 чорна тура · h6 чорний пішак · f5 чорний слон · h5 білий пішак · a4 білий пішак · b4 білий пішак · d4 білий ферзь · f4 біла тура · h4 біла тура · f2 білий король · g2 білий пішак | f8 чорна тура · g7 чорний ферзь · h7 чорний король · f6 чорна тура · h6 чорний пішак · f5 чорний слон · h5 білий пішак · a4 білий пішак · b4 білий пішак · d4 білий ферзь · f4 біла тура · h4 біла тура · f2 білий король · g2 білий пішак | f8 чорна тура · g7 чорний ферзь · h7 чорний король · f6 чорна тура · h6 чорний пішак · f5 чорний слон · h5 білий пішак · a4 білий пішак · b4 білий пішак · d4 білий ферзь · f4 біла тура · h4 біла тура · f2 білий король · g2 білий пішак | f8 чорна тура · g7 чорний ферзь · h7 чорний король · f6 чорна тура · h6 чорний пішак · f5 чорний слон · h5 білий пішак · a4 білий пішак · b4 білий пішак · d4 білий ферзь · f4 біла тура · h4 біла тура · f2 білий король · g2 білий пішак | f8 чорна тура · g7 чорний ферзь · h7 чорний король · f6 чорна тура · h6 чорний пішак · f5 чорний слон · h5 білий пішак · a4 білий пішак · b4 білий пішак · d4 білий ферзь · f4 біла тура · h4 біла тура · f2 білий король · g2 білий пішак | f8 чорна тура · g7 чорний ферзь · h7 чорний король · f6 чорна тура · h6 чорний пішак · f5 чорний слон · h5 білий пішак · a4 білий пішак · b4 білий пішак · d4 білий ферзь · f4 біла тура · h4 біла тура · f2 білий король · g2 білий пішак | f8 чорна тура · g7 чорний ферзь · h7 чорний король · f6 чорна тура · h6 чорний пішак · f5 чорний слон · h5 білий пішак · a4 білий пішак · b4 білий пішак · d4 білий ферзь · f4 біла тура · h4 біла тура · f2 білий король · g2 білий пішак | 5 |
| 4 | f8 чорна тура · g7 чорний ферзь · h7 чорний король · f6 чорна тура · h6 чорний пішак · f5 чорний слон · h5 білий пішак · a4 білий пішак · b4 білий пішак · d4 білий ферзь · f4 біла тура · h4 біла тура · f2 білий король · g2 білий пішак | f8 чорна тура · g7 чорний ферзь · h7 чорний король · f6 чорна тура · h6 чорний пішак · f5 чорний слон · h5 білий пішак · a4 білий пішак · b4 білий пішак · d4 білий ферзь · f4 біла тура · h4 біла тура · f2 білий король · g2 білий пішак | f8 чорна тура · g7 чорний ферзь · h7 чорний король · f6 чорна тура · h6 чорний пішак · f5 чорний слон · h5 білий пішак · a4 білий пішак · b4 білий пішак · d4 білий ферзь · f4 біла тура · h4 біла тура · f2 білий король · g2 білий пішак | f8 чорна тура · g7 чорний ферзь · h7 чорний король · f6 чорна тура · h6 чорний пішак · f5 чорний слон · h5 білий пішак · a4 білий пішак · b4 білий пішак · d4 білий ферзь · f4 біла тура · h4 біла тура · f2 білий король · g2 білий пішак | f8 чорна тура · g7 чорний ферзь · h7 чорний король · f6 чорна тура · h6 чорний пішак · f5 чорний слон · h5 білий пішак · a4 білий пішак · b4 білий пішак · d4 білий ферзь · f4 біла тура · h4 біла тура · f2 білий король · g2 білий пішак | f8 чорна тура · g7 чорний ферзь · h7 чорний король · f6 чорна тура · h6 чорний пішак · f5 чорний слон · h5 білий пішак · a4 білий пішак · b4 білий пішак · d4 білий ферзь · f4 біла тура · h4 біла тура · f2 білий король · g2 білий пішак | f8 чорна тура · g7 чорний ферзь · h7 чорний король · f6 чорна тура · h6 чорний пішак · f5 чорний слон · h5 білий пішак · a4 білий пішак · b4 білий пішак · d4 білий ферзь · f4 біла тура · h4 біла тура · f2 білий король · g2 білий пішак | f8 чорна тура · g7 чорний ферзь · h7 чорний король · f6 чорна тура · h6 чорний пішак · f5 чорний слон · h5 білий пішак · a4 білий пішак · b4 білий пішак · d4 білий ферзь · f4 біла тура · h4 біла тура · f2 білий король · g2 білий пішак | 4 |
| 3 | f8 чорна тура · g7 чорний ферзь · h7 чорний король · f6 чорна тура · h6 чорний пішак · f5 чорний слон · h5 білий пішак · a4 білий пішак · b4 білий пішак · d4 білий ферзь · f4 біла тура · h4 біла тура · f2 білий король · g2 білий пішак | f8 чорна тура · g7 чорний ферзь · h7 чорний король · f6 чорна тура · h6 чорний пішак · f5 чорний слон · h5 білий пішак · a4 білий пішак · b4 білий пішак · d4 білий ферзь · f4 біла тура · h4 біла тура · f2 білий король · g2 білий пішак | f8 чорна тура · g7 чорний ферзь · h7 чорний король · f6 чорна тура · h6 чорний пішак · f5 чорний слон · h5 білий пішак · a4 білий пішак · b4 білий пішак · d4 білий ферзь · f4 біла тура · h4 біла тура · f2 білий король · g2 білий пішак | f8 чорна тура · g7 чорний ферзь · h7 чорний король · f6 чорна тура · h6 чорний пішак · f5 чорний слон · h5 білий пішак · a4 білий пішак · b4 білий пішак · d4 білий ферзь · f4 біла тура · h4 біла тура · f2 білий король · g2 білий пішак | f8 чорна тура · g7 чорний ферзь · h7 чорний король · f6 чорна тура · h6 чорний пішак · f5 чорний слон · h5 білий пішак · a4 білий пішак · b4 білий пішак · d4 білий ферзь · f4 біла тура · h4 біла тура · f2 білий король · g2 білий пішак | f8 чорна тура · g7 чорний ферзь · h7 чорний король · f6 чорна тура · h6 чорний пішак · f5 чорний слон · h5 білий пішак · a4 білий пішак · b4 білий пішак · d4 білий ферзь · f4 біла тура · h4 біла тура · f2 білий король · g2 білий пішак | f8 чорна тура · g7 чорний ферзь · h7 чорний король · f6 чорна тура · h6 чорний пішак · f5 чорний слон · h5 білий пішак · a4 білий пішак · b4 білий пішак · d4 білий ферзь · f4 біла тура · h4 біла тура · f2 білий король · g2 білий пішак | f8 чорна тура · g7 чорний ферзь · h7 чорний король · f6 чорна тура · h6 чорний пішак · f5 чорний слон · h5 білий пішак · a4 білий пішак · b4 білий пішак · d4 білий ферзь · f4 біла тура · h4 біла тура · f2 білий король · g2 білий пішак | 3 |
| 2 | f8 чорна тура · g7 чорний ферзь · h7 чорний король · f6 чорна тура · h6 чорний пішак · f5 чорний слон · h5 білий пішак · a4 білий пішак · b4 білий пішак · d4 білий ферзь · f4 біла тура · h4 біла тура · f2 білий король · g2 білий пішак | f8 чорна тура · g7 чорний ферзь · h7 чорний король · f6 чорна тура · h6 чорний пішак · f5 чорний слон · h5 білий пішак · a4 білий пішак · b4 білий пішак · d4 білий ферзь · f4 біла тура · h4 біла тура · f2 білий король · g2 білий пішак | f8 чорна тура · g7 чорний ферзь · h7 чорний король · f6 чорна тура · h6 чорний пішак · f5 чорний слон · h5 білий пішак · a4 білий пішак · b4 білий пішак · d4 білий ферзь · f4 біла тура · h4 біла тура · f2 білий король · g2 білий пішак | f8 чорна тура · g7 чорний ферзь · h7 чорний король · f6 чорна тура · h6 чорний пішак · f5 чорний слон · h5 білий пішак · a4 білий пішак · b4 білий пішак · d4 білий ферзь · f4 біла тура · h4 біла тура · f2 білий король · g2 білий пішак | f8 чорна тура · g7 чорний ферзь · h7 чорний король · f6 чорна тура · h6 чорний пішак · f5 чорний слон · h5 білий пішак · a4 білий пішак · b4 білий пішак · d4 білий ферзь · f4 біла тура · h4 біла тура · f2 білий король · g2 білий пішак | f8 чорна тура · g7 чорний ферзь · h7 чорний король · f6 чорна тура · h6 чорний пішак · f5 чорний слон · h5 білий пішак · a4 білий пішак · b4 білий пішак · d4 білий ферзь · f4 біла тура · h4 біла тура · f2 білий король · g2 білий пішак | f8 чорна тура · g7 чорний ферзь · h7 чорний король · f6 чорна тура · h6 чорний пішак · f5 чорний слон · h5 білий пішак · a4 білий пішак · b4 білий пішак · d4 білий ферзь · f4 біла тура · h4 біла тура · f2 білий король · g2 білий пішак | f8 чорна тура · g7 чорний ферзь · h7 чорний король · f6 чорна тура · h6 чорний пішак · f5 чорний слон · h5 білий пішак · a4 білий пішак · b4 білий пішак · d4 білий ферзь · f4 біла тура · h4 біла тура · f2 білий король · g2 білий пішак | 2 |
| 1 | f8 чорна тура · g7 чорний ферзь · h7 чорний король · f6 чорна тура · h6 чорний пішак · f5 чорний слон · h5 білий пішак · a4 білий пішак · b4 білий пішак · d4 білий ферзь · f4 біла тура · h4 біла тура · f2 білий король · g2 білий пішак | f8 чорна тура · g7 чорний ферзь · h7 чорний король · f6 чорна тура · h6 чорний пішак · f5 чорний слон · h5 білий пішак · a4 білий пішак · b4 білий пішак · d4 білий ферзь · f4 біла тура · h4 біла тура · f2 білий король · g2 білий пішак | f8 чорна тура · g7 чорний ферзь · h7 чорний король · f6 чорна тура · h6 чорний пішак · f5 чорний слон · h5 білий пішак · a4 білий пішак · b4 білий пішак · d4 білий ферзь · f4 біла тура · h4 біла тура · f2 білий король · g2 білий пішак | f8 чорна тура · g7 чорний ферзь · h7 чорний король · f6 чорна тура · h6 чорний пішак · f5 чорний слон · h5 білий пішак · a4 білий пішак · b4 білий пішак · d4 білий ферзь · f4 біла тура · h4 біла тура · f2 білий король · g2 білий пішак | f8 чорна тура · g7 чорний ферзь · h7 чорний король · f6 чорна тура · h6 чорний пішак · f5 чорний слон · h5 білий пішак · a4 білий пішак · b4 білий пішак · d4 білий ферзь · f4 біла тура · h4 біла тура · f2 білий король · g2 білий пішак | f8 чорна тура · g7 чорний ферзь · h7 чорний король · f6 чорна тура · h6 чорний пішак · f5 чорний слон · h5 білий пішак · a4 білий пішак · b4 білий пішак · d4 білий ферзь · f4 біла тура · h4 біла тура · f2 білий король · g2 білий пішак | f8 чорна тура · g7 чорний ферзь · h7 чорний король · f6 чорна тура · h6 чорний пішак · f5 чорний слон · h5 білий пішак · a4 білий пішак · b4 білий пішак · d4 білий ферзь · f4 біла тура · h4 біла тура · f2 білий король · g2 білий пішак | f8 чорна тура · g7 чорний ферзь · h7 чорний король · f6 чорна тура · h6 чорний пішак · f5 чорний слон · h5 білий пішак · a4 білий пішак · b4 білий пішак · d4 білий ферзь · f4 біла тура · h4 біла тура · f2 білий король · g2 білий пішак | 1 |
|   | a | b | c | d | e | f | g | h |   |

Олександр Зайцев народився 15 червня 1935 у Владивостоці. Коли йому виповнилося два роки сім'я переїхала на Україну. Вони жили в невеликому селі неподалік від Краснодона. Батько працював у школі завучем і викладав математику й фізику. Після початку війни батько в липні 1941 року пішов на фронт. Родина евакуювалася в Сибір і потім повернулася до Владивостока. 1953 року успішно зіграв в юнацькому чемпіонаті Росії (1-3-тє місця) і в півфіналі командної першості СРСР серед юнаків на третій шахівниці посів 1-ше місце. Почав грати за листуванням, а також збирати шахову літературу (книги, журнали минулого і нинішнього століття). Школу (10 класів) закінчив із золотою медаллю, цікавився точними науками — математика, але з огляду на те, що у Владивостоці університету не було, а далеко їздити він не міг — боліла нога, довелося вступити на електротехнічний факультет Політехнічного інституту. Після закінчення інституту кілька років працював інженером, але після успіху в матчах з московськими майстрами став приділяти шахам більше уваги. На Далекому Сході не було йому рівних за силою гравців, тому програму свого подальшого удосконалення доводилося розробляти самому. 
Играть интересно, не бояться острых дебютов, а иногда некорректных вариантов, досконально изучив их предварительно и проверив в турнирах по переписке. Не избегать осложнений (счётная игра не подведёт). Знать во всех вариантах белыми и чёрными какой-нибудь дебют… — Архангельский Б. Н., Кимельфельд Р. И. Начало пути // Александр Зайцев. — М. : Физкультура и спорт, 1986. — С. 3.
В шахи навчився грати в 14 років, а у 18 мав першу категорію. По 8-14 годин на день вивчав партії великих майстрів, теорію і займався аналізом своїх партій. Без сторонньої допомоги пройшов короткий шлях від кандидата в майстри до гросмейстера у себе вдома, у Владивостоці. 1958 року став відомим у шахових колах після перемоги на зональних турнірах змаганнях Сибіру і Далекого Сходу. Після турнірів був організований матч між переможцем і головним суддею майстром Яковом Естріним, де несподівано майстер програв з рахунком 2:3. Через рік у шаховій літературі з'явилося повідомлення про перемогу в тренувальному матчі кандидата в майстри над екс-чемпіоном Москви Володимиром Сімагіним (3:2). Після повернення в Москву Сімагін прокоментував на лекціях гру свого супротивника. 
Это удивительно, но чем больше я старался запутать игру, тем увереннее чувствовал себя мой неведомый доселе противник.— Архангельский Б. Н., Кимельфельд Р. И. Начало пути // Александр Зайцев. — М. : Физкультура и спорт, 1986. — С. 3.
За освітою — інженер-електрик (закінчив Далекосхідний політехнічний інститут у Владивостоці).
Першого успіху домігся 1953 року, поділивши 1-3 місця на юнацькому чемпіонаті РРФСР. Учасник чотирьох чемпіонатів СРСР, в чемпіонаті 1968/69 поділив 1-ше місце з Левом Полугаєвським, але програв додатковий матч за перше місце — 2:3.

## Родина
- Мати — Наталія Іванівна Зайцева
- Батько — Зайцев Микола Олександрович
- Сестра — Людмила (чоловік — Олександр Іванович Барабаш)

## Спортивні результати
| Рік       | Місто          | Турнір                                          | +  | − | =  | Результат | місце |
| --------- | -------------- | ----------------------------------------------- | -- | - | -- | --------- | ----- |
| 1953      | Владивосток    | Першість Владивостока                           | 8  | 3 | 2  | 9 з 13    | 2     |
|           | Серпухов       | Півфінал першості РРФСР серед юнаків            | 5  | 2 | 2  | 6 з 9     | 2     |
|           | Серпухов       | Фінал першості РРФСР серед юнаків               | 5  | 2 | 4  | 7 з 11    | 1—3   |
|           | Харків         | Півфінал командної першості СРСР серед юнаків   | 4  | 0 | 1  | 4½ з 5    | 1     |
|           | Харків         | Фінал командної першості СРСР серед юнаків      | 2  | 0 | 3  | 3½ з 5    | 2     |
| 1954      | Владивосток    | Першість Приморського краю                      | 7  | 3 | 0  | 7 з 10    | 1—5   |
|           | Владивосток    | Командна першість Приморського краю             | 10 | 0 | 1  | 10½ з 11  | 1     |
| 1955      |                | Першість Приморського краю                      | 9  | 1 | 3  | 10½ з 13  | 1     |
| 1956      | Владивосток    | Першість Владивостока                           | 9  | 1 | 1  | 9½ з 11   | 1—2   |
|           |                | Матч на першість міста                          | 4  | 1 | 0  | 4 з 5     | 1     |
| 1957      |                | Першість Приморського краю                      | 8  | 1 | 4  | 10 з 13   | 4     |
| 1958      | Владивосток    | Зональний турнір РРФСР                          | 7  | 1 | 2  | 8 з 10    | 1     |
|           |                | Матч з Я. Эстріним                              | 2  | 1 | 3  | 3½ : 2½   |       |
|           | Новосибірськ   | Півфінал першості РРФСР                         | 2  | 8 | 7  | 5½ з 17   | 14—15 |
|           |                | Першість Приморського краю                      | 5  | 0 | 6  | 8 з 11    | 2     |
|           |                | Матч Владивосток — Хабаровськ                   | 2  | 0 | 0  | 2 з 2     |       |
|           |                | Зональна першість РРФСР                         | 4  | 1 | 5  | 6½ з 10   | 4—7   |
|           |                | Матч з майстром В. Сімагіним                    | 2  | 1 | 3  | 3½ : 2½   |       |
|           | Владивосток    | Першість Владивостока                           | 6  | 0 | 0  | 6 з 6     | [ 5 ] |
|           | Красноярськ    | Турнір кандидатів у майстри                     | 4  | 3 | 4  | 6 з 11    | 5—6   |
| 1959      |                | Першість Приморського краю                      | 11 | 0 | 5  | 13½ з 16  | 1     |
| 1962      | Москва         | Матч на звання майстра з А. Воловичем           |    |   |    | 7½ : 5½   |       |
|           | Мінськ         | першість «Спартака»                             | 7  | 2 | 8  | 11 з 17   | 2—4   |
|           | Єреван         | 30-й чемпіонат СРСР                             | 3  | 6 | 10 | 8 з 19    | 12—15 |
| 1963      | Будапешт       | Матч Угорщина — РРФСР                           | 2  | 1 | 1  | 2½ з 4    |       |
|           | Сочі           | Міжнародний турнір                              | 3  | 4 | 4  | 5 з 11    | 9     |
|           | Москва         | Півфінал 31-го чемпіонату СРСР                  | 3  | 5 | 7  | 6½ з 15   | 12—13 |
| 1964      | Іркутськ       | Півфінал першості ВЦРПС                         | 5  | 1 | 5  | 7½ з 11   | 2—3   |
|           | Казань         | Першість РРФСР                                  | 7  | 4 | 4  | 9 з 15    | 4—6   |
|           | Рига           | Першість ВЦСПС                                  | 4  | 1 | 4  | 6 з 9     | 1—4   |
| 1965      | Сочі           | Міжнародний турнір                              | 4  | 3 | 8  | 8 з 15    | 5—7   |
| 1966      | Саратов        | Першість РРФСР                                  | 3  | 7 | 9  | з         | 16—17 |
| 1967      | Ленінград      | Спартакіада народів СРСР                        | 5  | 0 | 6  | 8 з 11    | 4     |
|           | Сочі           | Міжнародний турнір                              | 6  | 1 | 8  | 10 з 15   | 1—5   |
|           | Харків         | 35-й чемпіонат СРСР                             | 6  | 2 | 5  | 8½ з 13   | 12—13 |
| 1968      | Москва         | Міжнародний турнір                              | 2  | 2 | 7  | 5½ з 11   | 6—9   |
|           | Грозний        | Першість РРФСР                                  | 7  | 0 | 9  | 11½ з 16  | 1     |
|           | Берлін         | Міжнародний турнір                              | 5  | 3 | 7  | 8½ з 15   | 6—7   |
| 1968/1969 | Алма-Ата       | 36-й чемпіонат СРСР                             | 6  | 0 | 13 | 12½ з 19  | 1—2   |
| 1969      | Владимир       | Матч на звання чемпіона СРСР з Л. Полугаєвським | 1  | 2 | 3  | 2½ : 3½   |       |
|           | Людвігсбург    | Міжнародний турнір                              | 3  | 2 | 1  | 3½ з 6    | 3     |
|           | Бюзум          | Міжнародний турнір                              | 4  | 2 | 9  | 8½ з 15   | 5—6   |
|           | Скопле         | Матч СРСР — Югославія                           | 0  | 1 | 3  | 1½ з 4    |       |
|           | Москва         | 37-й чемпіонат СРСР                             | 5  | 9 | 8  | 9 з 22    | 17—20 |
|           | Будапешт       | Матч Угорщина — СРСР                            | 1  | 2 | 1  | 2 з 4     |       |
| 1970      | Куйбишев       | Первенство РРФСР                                | 6  | 4 | 7  | 9½ з 17   | 6—8   |
|           | Дебрецен       | Міжнародний турнір                              | 5  | 3 | 7  | 8½ з 15   | 5—8   |
|           | Албена         | Міжнародний турнір                              | 2  | 3 | 6  | 5 з 11    | 6—7   |
| 1971      | Таллінн        | Міжнародний турнір                              | 6  | 2 | 7  | 9½ з 15   | 5     |
|           | Перм           | Півфінал 39-го чемпіонату СРСР                  | 5  | 1 | 11 | 10½ з 17  | 4—5   |
|           | Поляниця-Здруй | Міжнародний турнір                              |    |   |    | 8 з 15    | 5—8   |

### Змагання за листуванням
| Рік       | Турнір                     | + | − | =  | Результат | місце |
| --------- | -------------------------- | - | - | -- | --------- | ----- |
| 1961—1962 | Півфінал VI першості СРСР  | 8 | 0 | 12 | 14 з 20   | 2     |
| 1963—1964 | VI першість СРСР           | 6 | 3 | 8  | 10 з 17   | 6     |
| 1965—1966 | VII першість СССР          | 1 | 6 | 12 | 7 з 19    | 14—16 |
| 1966—1971 | Кубок Азії, 1-ша шахівниця | 2 | 1 | 0  | 2½ з 3    |       |